# Csak egy éjszakára… (vers)

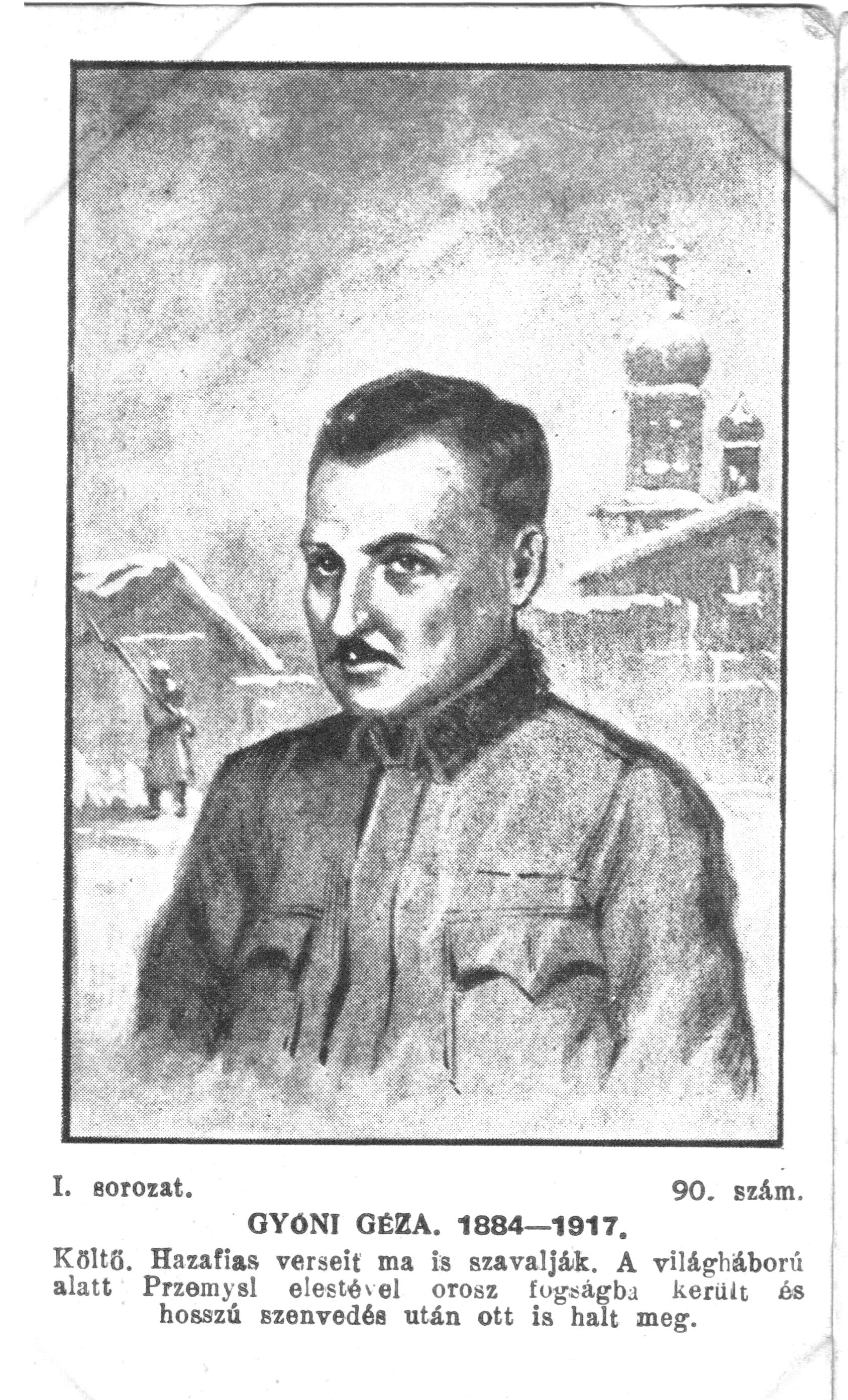
Gyóni Géza

A Csak egy éjszakára... Gyóni Géza 1914 novemberében Przemyślben írt háborúellenes verse.
A magyar katonák vitézségét Gyóni Géza hirdette, Ady hangján nevelt verseiben, melyek a körülzárt Przemyśl várából és orosz hadifogságból érkeztek haza, romantikus körülmények között. De Gyóni sem a háborút dicsőítette, csak szegény harcosokat, és legerősebb verse, a Csak egy éjszakára a harctéren szenvedők rettenetes felkiáltása azok ellen, akik távoli, védett helyeken dicsérik vagy nem dicsérik a mások vére hullását, a haldokló gladiátor átka a nézők ellen.

## A költemény keletkezése

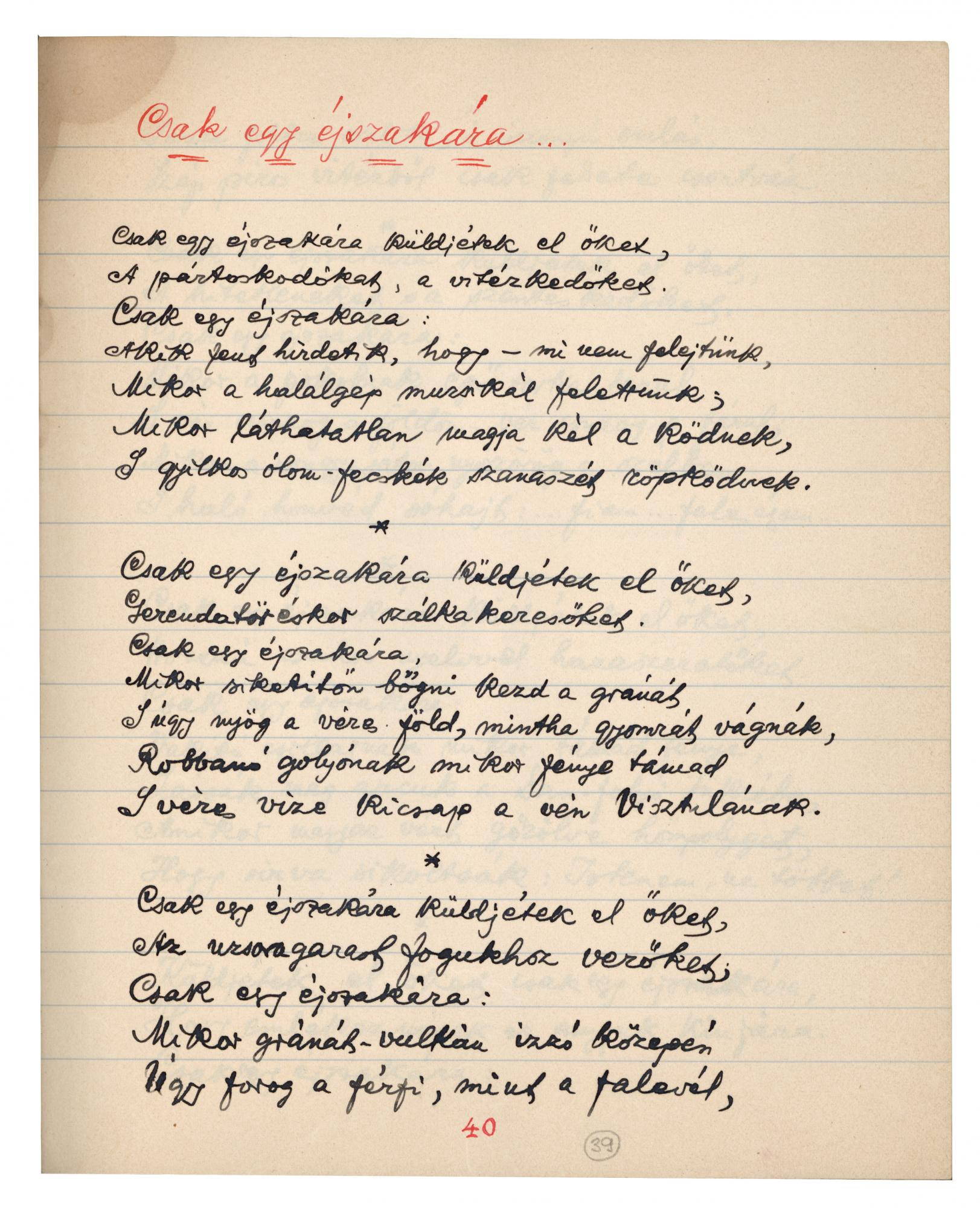
A vers kézirata

Gyóni Géza 1914 nyarán a szerbiai hadüzenetet követően lelkesen, a propaganda-hangulatnak megfelelve leendő romantikus hősként indult a háborúba. A keleti frontról küldte haza lelkesítő harci költeményeit. Lírája először a háborút dicsőítette, később azonban eljutott annak teljes tagadásáig.
1914 őszén Przemyśl erődjében szolgált, amit az orosz csapatok többször is megtámadtak, az első ostrom 1914. szeptember 17-től október 10-ig tartott. A költő ekkor személyesen is átélte a háború borzalmait: már körülötte is hullottak a gránátok, jajongtak a sebesültek, nyöszörögtek a haldoklók; a halálba küldött emberek között költői hangja is megváltozott. Október 3-án kelt levelét repülő hozta ki: „Még élek”. Október 6-án éjjel a Werk I/1. udvarába behatoltak az oroszok, de a védők tartották az erődöt. Gyóni Géza másokkal együtt vállalkozott arra, hogy értesülést hoz az erőd helyzetéről, de a pusztító ágyútűzben ezt lehetetlen volt megvalósítani. Többek között ezen éjszaka rémségeinek hatására írta meg legemlékezetesebb versét, a Csak egy éjszakára... címűt.

## Értékelése
Hatásos, ma sem érdektelen költemény, a maga idejében pedig bizonyára valósággal megdermesztette az olvasókat, a versben a harcok apokaliptikus dimenziót nyernek. A „véres víz” A jelenések könyvében olvasható jóslat beteljesedésének is tekinthető, ahogyan maga a háború is.
A vers szóképi szintje inkább a konkrét valóságra támaszkodik, a romantikus stílus és a modern között ingadozik. Az alapvető formaszervező megoldása képi szinten a megszemélyesítés, verselése felező tizenkettesre épülő.
A vers retorikai alaphelyzete a megszólítás. A többes szám első személyű beszélő („mi”) szólít meg egy szintén kollektív alanyt („ti”) egy harmadik személyű közösségről („ők”) szólva: „küldjétek el őket”. A célzatos költői beszéd célja a szolidaritás.
A Csak egy éjszakára... e két sora: „Mikor láthatatlan magja kél a ködnek,/S gyilkos ólom-fecskék szanaszét röpködnek” egybecseng a Családi kör két sorával: „Mintha lába kelne valamennyi rögnek,/Lomha földi békák szanaszét görögnek” – a transzpozíció azonban elfogadhatóan önálló értékűvé teszi az utód-szöveget.
Ebben a költeményben a tömegek, egyszerű katonák hangján szólalt meg. Segélykiáltása közérthető, a közösségért kiálló költő bátor véleménynyilvánítása, egyértelműen megfogalmazza a háborúból hasznot húzók felelősségre vonásának elkerülhetetlenségét. Ez a verse egész életművének egyik legjobb, legmaradandóbb darabja.

## A vers szövege
CSAK EGY ÉJSZAKÁRA...

A Przemyśl erőd

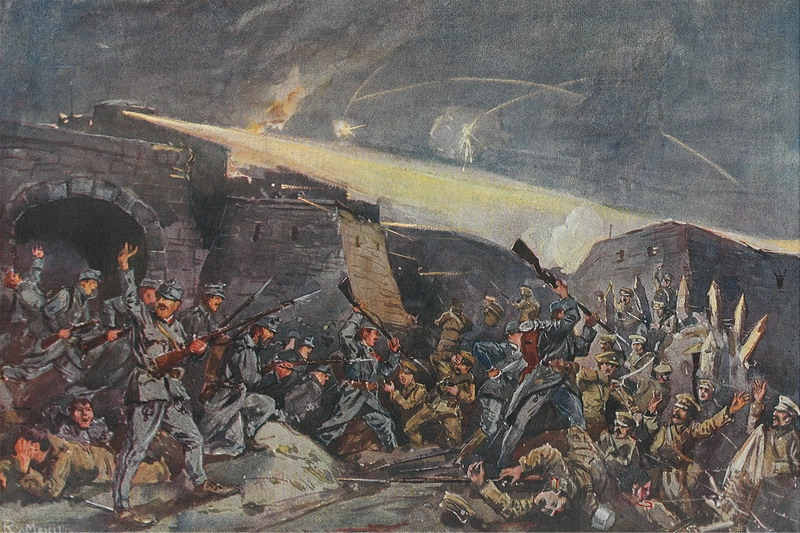
Közelharc az első ostromkor

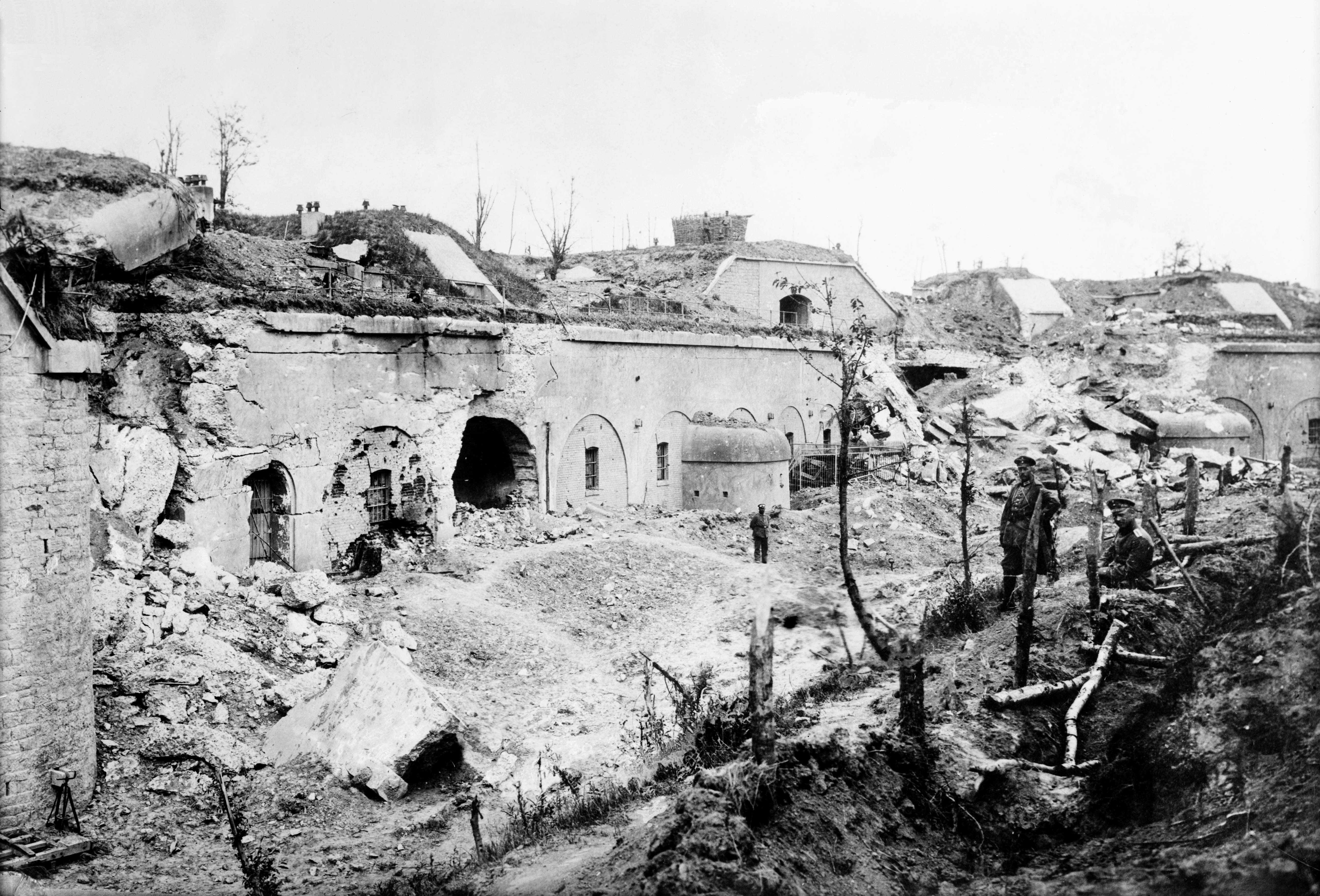
Erődrészlet ostrom után

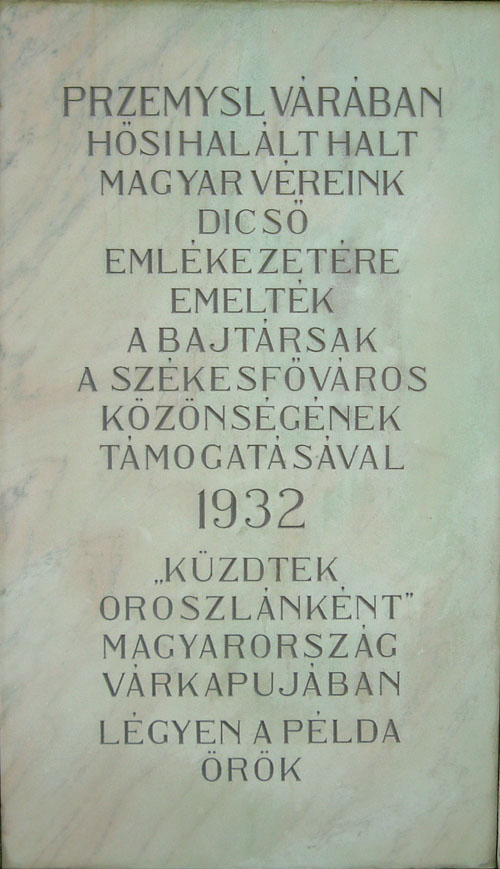
Emléktábla Budapesten a Margit hídnál

Csak egy éjszakára küldjétek el őket;

A pártoskodókat, a vitézkedőket.

        Csak egy éjszakára:

Akik fent hirdetik, hogy - mi nem felejtünk,

Mikor a halálgép muzsikál felettünk;

Mikor láthatatlan magja kél a ködnek,

S gyilkos ólom-fecskék szanaszét röpködnek,

Csak egy éjszakára küldjétek el őket;

Gerendatöréskor szálka-keresőket.

        Csak egy éjszakára:

Mikor siketitőn bőgni kezd a gránát

S úgy nyög a véres föld, mintha gyomrát vágnák,

Robbanó golyónak mikor fénye támad

S véres vize kicsap a vén Visztulának.

Csak egy éjszakára küldjétek el őket.

Az uzsoragarast fogukhoz verőket.

        Csak egy éjszakára:

Mikor gránát-vulkán izzó közepén

Ugy forog a férfi, mint a falevél;

S mire földre omlik, ó iszonyu omlás, -

Szép piros vitézből csak fekete csontváz.

Csak egy éjszakára küldjétek el őket:

A hitetleneket s az üzérkedőket.

        Csak egy éjszakára:

Mikor a pokolnak égő torka tárul,

S vér csurog a földön, vér csurog a fáról

Mikor a rongy sátor nyöszörög a szélben

S haló honvéd sóhajt: fiam... feleségem...

Csak egy éjszakára küldjétek el őket:

Hosszú csahos nyelvvel hazaszeretőket.

        Csak egy éjszakára:

Vakitó csillagnak mikor támad fénye,

Lássák meg arcuk a San-folyó tükrébe,

Amikor magyar vért gőzölve hömpölyget,

Hogy sirva sikoltsák: Istenem, ne többet.

Küldjétek el őket csak egy éjszakára,

Hogy emlékezzenek az anyjuk kinjára.

        Csak egy éjszakára:

Hogy bujnának össze megrémülve, fázva;

Hogy fetrengne mind-mind, hogy meakulpázna;

Hogy tépné az ingét, hogy verné a mellét,

Hogy kiáltná bőgve: Krisztusom, mi kell még!

Krisztusom, mi kell még! Véreim, mit adjak

Árjáért a vérnek, csak én megmaradjak!

        Hogy esküdne mind-mind,

S hitetlen gőgjében, akit sosem ismert,

Hogy hivná a Krisztust, hogy hivná az Istent:

Magyar vérem ellen soha-soha többet!

- - Csak egy éjszakára küldjétek el őket.

## Érdekesség
- Gyóni Géza műve Watson Kirkconnel tolmácsolásában Londonban I. díjat nyert, mint olyan háborús költemény, melynek szerzője maga is részt vett a háborúban.[9]
- A Ludwig Baka tábori újságban megjelent a vers paródiája[10]